# أليخاندرا فيلافاني
مارية أليخاندرا فيلافاني أوسوريو (8 أكتوبر 1989 - 21 أكتوبر 2023) كانت ممثلة كولومبية وعارضة أزياء وحاملة لقب ملكة جمال توجت بلقب ملكة جمال الأرض كولومبيا 2014. بعد وقت قصير من فوزها بالمسابقة المذكورة، بدأت في الظهور في العديد من المسلسلات التلفزيونية ولعبت في البداية أدوارًا ثانوية أصبحت أكثر بروزًا تدريجيًا. ظهرت آخر مرة في عام 2023، في فيلم «El yuppie y el guis» وفي سلسلة أمازون برايم فيديو مانيز.

## وفاتها
شُخِّصت إصابتها بالسرطان في يوليو 2023، وتوفيت في 21 أكتوبر 2023، عن عمر يناهز 34 عامًا. وفي وقت وفاتها، كانت مخطوبة للممثل راؤول أوكامبو.

## روابط خارجية
- أليخاندرا فيلافاني على موقع IMDb (الإنجليزية)